# Carcedo de Burgos
Carcedo de Burgos est une commune d'Espagne dans la communauté autonome de Castille-et-León, province de Burgos. Elle s'étend sur 25,68 km2 et comptait environ 357 habitants en 2011.